# Таркан
Хюсаметти́н Тарка́н Тевето́глу (тур.  Hüsamettin Tarkan Tevetoğlu; 17 октября 1972, Альцай, Рейнланд-Пфальц, Германия), более известный как просто Тарка́н — турецкий певец, композитор, автор-исполнитель и продюсер. В Турции известен как «Принц поп-музыки». Выпустил несколько платиновых альбомов, проданных в количестве около 19 миллионов экземпляров. Владелец музыкальной компании «HITT Music», созданной в 1997 году. Также Таркан стал первым и единственным музыкальным исполнителем из Турции, получившим премию «The World Music Awards».
Музыкальный портал «Rhapsody» признал Таркана ключевым артистом в истории европейской поп-музыки с его песней «Şımarık».

## Биография

### Детство
Таркан родился в городе Альцай в Германии в семье Али и Неше Теветоглу. Его назвали в честь героя юмористической книги, которая была популярна в Турции в 1960-е. В 2009 году стало известно, что Таркан был назван в честь мифического героя тюркских народов. Таркан — его второе имя, а первое Хюсаметтин (тур. Hüsamettin) переводится как «острый меч».
Его родители эммигрировали в Германию после экономического кризиса на родине. По линии отца предки Таркана — военные, к примеру его дедушка — участник русско-турецкой войны. У Таркана есть брат и сестры — Аднан, Гюлай и Нурай (от первого брака матери), а также родной брат Хакан и младшая сестра Хандан.
Когда Таркану было 13 лет, их семья решила вернуться на родину. В 1995 году отец Таркана умер от инфаркта в возрасте 49 лет. Мать Таркана в третий раз вышла замуж — за архитектора Сейхуна Кахрамана.

### Начало музыкальной карьеры
После переезда в Турцию Таркан стал учиться музыке в городе Карамюрселе, затем отправился продолжать обучение в Стамбульскую музыкальную академию. В Стамбуле у него не было знакомых и денег и ему приходилось подрабатывать певцом на свадьбах.
Во время одного из своих визитов в Германию, Таркан встретил заведующего лейблом «İstanbul Plak» Мехмета Соютоулу. Впоследствии тот спродюсировал дебютный альбом Таркана — «Yine Sensiz», который был выпущен в 1992 году. Во время записи альбома Таркан познакомился с почти никому не известным тогда композитором — Озаном Чолаколу, с которым работает и по сегодняшний день. Альбом был успешен среди турецкой молодёжи, ведь Таркан внёс в традиционную турецкую музыку западные нотки.
«Скорее всего это произошло впервые — турецкий сленг стал активно использоваться в текстах песен храброго парня с зелёными глазами» — так описал дебютный альбом Таркана турецкий журнал «Milliyet».
В 1994 году был выпущен второй альбом «Aacayipsin». В это же время Таркан начал работать с композитором Сезен Аксу, которая написала для альбома две песни, в том числе «Hepsi Senin Mi?», которая позже вылилась в европейский сингл «Şıkıdım». В этом же году Таркан поехал в США чтобы продолжить обучение в Нью-Йорке и выучить английский язык. Там же было снято видео на песню «Dön Bebeğim». В Америке Таркан встретил Ахмета Эртегюн, который был основателем американского лейбла «Atlantic Records» и хотел заняться продюсированием англоязычных песен Таркана. Но первый англоязычный альбом Таркана был выпущен уже после смерти Ахмета, в 2006 году.

### Успех в Европе
В 1997 году Таркан выпустил третий альбом «Ölürüm Sana», а параллельно сингл «Şımarık», который был успешен в Турции. Но в Европе сингл вышел только спустя два года вместе с «Şıkıdım». После успеха песен, в Европе был выпущен сборник «Tarkan». В этом же году Таркан получил награду «World Music Awards» за продажи альбомов. После был выпущен сингл «Bu Gece».
В начале 2000 годов между Тарканом и Сезен Аксу разразился спор по поводу авторства песни «Şımarık», и что в конечном счете лишило Таркана шанса выпустить англоязычную версию песни. Первоначально музыка была написана Сезен Аксу, Тарканом и Озаном Чолакоглу, но позже в одном из интервью в 2006 году певец признался, что это было сделано без согласия Сезен Аксу, и что она является настоящим владельцем авторских прав на "Şımarık". Тот спор надолго положил конец их успешному музыкальному партнерству и дружбе, а после расторжения контракта Сезен стала продавать авторские права разным исполнителям, которые делали каверы этих песен. К примеру Холли Валанс как «Kiss Kiss», а Филипп Киркоров как «Ой, Мама Шика Дам». Спустя 10 лет Таркан и Сезен Аксу все же помирились, и даже в 2017 году записали песню "Ceylan", совместно с Яшаром Гага (Yaşar Gaga). На песню был также снят клип.

#### Армия
В 1999 году Таркан был призван в армию, от которой имел отсрочку с 1995 года, закончившуюся ещё в 1998 году. Из-за того что его призвали в армию, он не вернулся в Турцию после того, как выпустил в Европе сборник «Tarkan». Это вызвало большой интерес в прессе, а парламент Турции также обсуждал вопрос о возможном лишении Таркана турецкого гражданства. После измитского землетрясения в конце августа 1999 года был принят закон о 28-дневной военной службе, при условии что будущий солдат заплатит 16 тыс. долларов в фонд помощи пострадавшим в результате землетрясения. Воспользовавшись этим, Таркан вернулся в Турцию в 2000 году и прошёл 28-дневную военную службу. Перед уходом в армию Таркан дал концерт по возвращении в Стамбул, деньги от которого также пошли на благотворительность. О своей военной службе Таркан сказал: «Был январь и дикий снегопад. Было трудно, еда была ужасной. [Но] Потратить зря восемнадцать месяцев своей жизни? Я думаю, мои мечты важнее».

### 2001—2002: Karma
В 2001 году Таркан становится лицом компании «Pepsi» в Турции. В это же время выходит альбом «Karma» и два сингла «Kuzu-Kuzu» и «Hüp». Альбом был в выпущен как в Турции, так и в Европе. А в России Таркан стал самым популярным певцом не российского происхождения. Альбом был продан тиражом в 1 миллион экземпляров в Европе. Поклонники называют период с 2001 по 2002 год как «период кармы», потому что альбом кардинально отличается от предыдущего и последующего альбомов. Вместе с музыкальным стилем, изменилась и внешность Таркана. Он отрастил волосы, стал носить узкие брюки, расстёгнутые рубашки и майки. Эту тенденцию переняли многие молодые парни Турции. На фестивале Вудсток Таркан встретил своего будущего менеджера по международным делам Майкла Ланга, по словам которого «Таркан является прекрасным артистом и нынешний успех только начало. Он будет звездой и через пять лет и не исчезнет. Нет, он останется звездой.»
В 2001 году в продажу поступила книга «Таркан: Анатомия Звезды» (тур. Tarkan – Yıldız Olgusu), но через некоторое время была отозвана из продажи по решению суда, так как книга нарушает все его правила. Также ещё один скандал разразился после выпуска клипа на песню «Hüp», люди, увидевшие клип утверждали, что сцена поцелуя слишком порнографическая. Но запрет на клип не наложили, и он был номинирован на награду турецкого музыкального канала «Kral».
После того как Таркан стал лицом «Pepsi», он также стал официальным талисманом турецкой сборной по футболу на чемпионате мира 2002, к которому написал песню «Bir Oluruz Yolunda», которая стала гимном для болельщиков.

### 2003—2004: Dudu
Летом 2003 года Таркан выпускает мини-альбом «Dudu», который стал первым альбомом, выпущенным на его собственном лейбле «HITT Music». Альбом был продан тиражом в 1 миллион экземпляров в Турции, а в России песня «Dudu» стала «Песней Года». Также в этом году Таркан выпустил собственные духи под названием «Tarkan».
В очередной раз вместе с музыкальным стилем сменилась и внешность певца. Он сделал короткую стрижку и стал носить более простую одежду, подразумевая под этим, что внешность и гламур уже не являются способом продажи его музыки — «Ведь не важно, как я сексуально выгляжу или танцую, важна музыка, которую я делаю.»

### 2004—2006: Англоязычный альбом
Идея выпустить альбом на английском языке пришла Таркану ещё в 1995 году, когда он встретился с Ахмедом Ертеуном, но из-за проблем со своим старым продюсером выпуск откладывался. В октябре 2005 года Таркан всё-таки выпустил свой первый сингл на английском языке «Bounce». А альбом «Come Closer» был выпущен через полгода на лейбле «Universal Music». С записью альбома Таркану помогли авторы, которые работали со многими известными певцами. В августе был выпущен второй сингл «Start The Fire». Осенью Таркан поехал в европейское турне. Альбом не был так успешен, как на это рассчитывали продюсеры, а продажи в Турции составили всего 110 тыс. экземпляров.

### 2007—2008: Metamorfoz
В 2007 году, после провала англоязычного альбома, был выпущен альбом «Metamorfoz» на турецком языке. Альбом был продан тиражом в 300 тыс. экземпляров за первые две недели. На четыре песни были сняты клипы. Новый альбом вызвал большие противоречия у критиков. Кто-то говорил, что Таркан вернулся к себе прошлому, кто-то наоборот. В 2008 году был выпущен сборник ремиксов на песни предыдущего альбома — «Metamorfoz Remixes».

### 2010—2011: Adimi Kalbine Yaz
29 июля 2010 года Таркан выпустил свой восьмой студийный альбом «Adımı Kalbine Yaz», состоящий из восьми новых песен и по одному ремиксу на каждую из них. Альбом получил восторженный приём у фанатов и критиков и был уже за первую неделю продан в количестве 300 000 копий по всей Турции. После его выпуска Таркан частично уходит в подполье, лишь периодически давая концерты, но в прессе почти не появляясь.

### 2016 — н.в.: Возвращение
В 2016 году Таркан вышел из тени, когда 11 марта состоялся цифровой релиз его долгожданного девятого альбома «Ahde Vefa». На этом альбоме певец вновь пошёл на эксперименты, записав все песни в стиле турецкой народной музыки. Несмотря на полное отсутствие рекламы и выпуска синглов, альбом сразу после выхода стал хитом, заняв первое место в чартах iTunes на американском континенте, в Англии, Дании, Голландии и Германии — в целом в 19 странах по всему миру, тем самым доказывая, что Таркан по-прежнему популярен.
15 июня 2017 года вышел десятый альбом, который был назван просто «10» и ознаменовал возвращение Таркана к танцевальной поп-музыке с восточными мотивами. Некоторые песни Таркан написал вновь в соавторстве с Сезен Аксу. 27 числа того же месяца был выпущен клип на сингл Yolla. На песни из альбома «10» «Beni Çok Sev» и «Çok Ağladım» также были сняты видеоклипы.
17 февраля 2022 года вышел новый сингл Geççek, посвящённый переживаниям Таркана во время пандемии COVID-19. Сингл приобрёл большую популярность у оппозиционных политиков Турции, чем вызвал политический скандал.
14 июня 2024 года состоялся выход нового студийного альбома «Kuantum 51», названного по возрасту Таркана.

## Личная жизнь
Много раз в турецкой прессе появлялись якобы интервью Таркана, где он признаётся, что является геем. Но в различных телешоу он отвергал это. На протяжении семи лет он встречался с Бильге Озтюрк (Bilge Öztürk), с которой расстался в 2008 году. Таркан говорил, что готов жениться только в том случае, если его девушка забеременеет.
29 апреля 2016 года Таркан женился на 30-летней Пынар Дилек, с которой состоял в отношениях 5 лет.
Имеет ранчо в Стамбуле, где высаживает деревья и содержит животных. А также квартиру в Нью-Йорке стоимостью в 5 млн долларов.
8 февраля 2018 года певец сообщил, что скоро станет отцом. 12 июля 2018 года Таркан и Пынар стали родителями. Они назвали дочь Лия (Луна).

### Наркотики
26 февраля 2010 года Таркан был задержан наркополицией Стамбула на вилле известного в Турции музыканта Омерли вместе ещё с десятью людьми, после чего вместе были доставлены в отделение полиции, где был проведён медицинский осмотр, а затем допрос. Таркана задержали в рамках операции турецкой полиции по борьбе с незаконным оборотом наркотиков. Таркану грозило от одного до двух лет лишения свободы по обвинению «в употреблении, приобретении, хранении и сбыте наркотиков». Об этом говорилось в обвинительном заключении прокуратуры Стамбула. На вилле Таркана было обнаружено 12,5 грамма гашиша. На допросе Таркан якобы сознался, что начал употреблять наркотики шесть лет назад и хочет пройти курс лечения. Но это оказалось неправдой. Спустя три дня после задержания певца освободили из-под стражи. Тогда же его адвокат опроверг утверждения, что на вилле Таркана был найден кокаин.

## Дискография
Студийные альбомы:
- 1992: «Yine Sensiz»
- 1994: «Acayipsin»
- 1997: «Ölürüm Sana»
- 2001: «Karma»
- 2003: «Dudu»
- 2006: «Come Closer»
- 2007: «Metamorfoz»
- 2010: «Adımı Kalbine Yaz»
- 2016: «Ahde Vefa»
- 2017: «10»
- 2024: «Kuantum 51»

Сборники:
- 1999: «Tarkan»
- 2008: «Metamorfoz Remixes»

Синглы:
- 1998: «Şımarık»
- 1999: «Şıkıdım»
- 1999: «Bu Gece»
- 2001: «Kuzu-Kuzu»
- 2001: «Hüp»
- 2005: «Bounce»
- 2006: «Start The Fire»
- 2016: «Cuppa»
- 2022: «Geççek»

Промосинглы, выпущенные только в Турции
- 2002: «Özgürlük İçimizde»
- 2002: «Bir Oluruz Yolunda»
- 2005: «Ayrılık Zor»
- 2009: «Uyan»
- 2010: «Sevdanın Son Vuruşu»
- 2012: «Benim Sadik Yarim Kara Topraktir»